# Sylvie Pouliquen
Sylvie Pouliquen, née le 14 novembre 1957 est une écrivaine, historienne et romancière française.

## Biographie

### Histoire familiale
Sylvie Pouliquen est d’origine bretonne. Ses parents s'engagent dans la Résistance pendant la Seconde Guerre mondiale. Sa mère, infirmière, et sa grand-mère, cuisinière, se sont enrôlées dans des réseaux clandestins. Son père, ouvrier mouleur fondeur aux Usines Renault de Boulogne-Billancourt, militant communiste à Paris, est arrêté en août 1939 et emprisonné jusqu'en décembre 1939 pour propagande communiste. Puis, devenu résistant au mouvement Front National, il est de nouveau arrêté le 27 juillet 1942 lors d'une attaque à main armée à Brétigny-sur-Orge, emprisonné au Fort de Romainville, torturé et déporté sous le sigle Nuit et Brouillard (NN) le 1er avril 1943 au Camp de concentration de Mauthausen. Il est affecté à l'usine d'armement de Steyr puis, après sabotage, au Camp de concentration de Gusen le 12 mars 1945. Il est libéré par les troupes américaines le 5 mai 1945.

### Jeunesse
Elle nait en Bourgogne en 1957.

### Études
Elle suit des études primaires et secondaires dans l'Yonne, puis supérieures à Orléans et enfin à Tours. Elle y intègre alors l'Université François Rabelais puis le Centre d'études supérieures de la Renaissance. Elle se spécialise  dans le Moyen Âge. Elle présente un mémoire de maîtrise de lettres s'intitulant "Les Fées dans la littérature médiévale des 12e et 13e siècles". Elle soutient ensuite une thèse de doctorat de littérature, histoire et civilisations sur le thème Temps de la jeunesse, temps de la folie ? : désordre juvénile dans la société des XIVe et XVe siècles, en 1987, sous la direction de Joël-H. Grisward. Elle s'installe alors en Touraine.

### Vie professionnelle
Elle exerce plusieurs années le métier de bibliothécaire. D'abord à l'Institut de français de l’Université François Rabelais, puis à Saint-Pierre-des-Corps. En 2006, elle prend la direction de la Maison-Musée René Descartes ,, dans la ville de Descartes, dans le sud de la Touraine, jusqu'en 2022.

### Travail littéraire
Elle mène parallèlement une carrière d'autrice de livres documentaires et de romans historiques. La Résistance française est un thème important de son œuvre,,tout autant que celui des femmes, spécifiquement en Touraine, sur lesquelles elle mène un profond travail de recherche, de valorisation et de vulgarisation ,,,, ,,'.

## Œuvres
Elle a publié plusieurs ouvrages, :

### Article
- Balade en région Centre, Sur les pas des écrivains, Editions Alexandrines, 2012, p.31-37, "René Descartes le philosophe errant".

### Romans
- Sylvie Pouliquen, La Madone des maquis, de Borée, 26 septembre 2014, 288 p. (ISBN 9782812912238)[16]
- Sylvie Pouliquen, Une étrange Lady, de Borée, 27 octobre 2016, 288 p. (ISBN 9782812917011)
- Sylvie Pouliquen (ill. Bérangère Rouchon-Borie), Le Journal De Lucette : 1940-1946, Hugues de Chivré, 2025, 96 p. (ISBN 979-10-97407-79-7)

### Contes
- Sylvie Pouliquen, Des roses au jardin de l'oubli, contes doux-amers, Éd. la Mélusine, 2010, 122 p. (ISBN 978-2-9538134-0-1)[10]
- Sylvie Pouliquen, Au vent de l'an mil, paroles, Éd. la Mélusine, 2011, 127 p. (ISBN 978-2-9538134-1-8)

### Livres documentaires
- Sylvie Pouliquen et Jean-Paul Paireault (préf. Patrice Gélinet), L'album de la Résistance, femmes et hommes de l'ombre, Sayat, de Borée, 2012, 303 p.
- Sylvie Pouliquen et Jean-Paul Paireault, Les Maquis de France - lieux de mémoire, de Borée, 2014
- Sylvie Pouliquen, Femmes de l'ombre en Touraine, Monts, PBCO, 2015, 175 p. (ISBN 978-2-35042-050-9)[Note 1],[14],[15]
- Sylvie Pouliquen, Dames de Touraine[17],[18],[19]
  - Tome 1 : Sylvie Pouliquen, Dames de Touraine, t. 1, Chemillé-sur-Indrois, Editions Hugues de Chivré, 2019, 288 p. (ISBN 979-10-97407-13-1)
  - Tome 2 : Sylvie Pouliquen, Dames de Touraine, t. 2, Chemillé-sur-Indrois, Editions Hugues de Chivré, 2020, 271 p. (ISBN 979-10-97407-31-5)
- Sylvie Pouliquen et Jean-Paul Paireault, La Résistance en actions : 1940-1945, de Borée, 2022[24]